# Идеальный город (картина)
«Идеальный город» (итал. Città ideale) — картина, написанная в жанре ведуты, авторство которой приписывается Пьеро делла Франческа, датируемая в диапазоне от 1470 года до первых десятилетий XVI века.
Хотя и не существует документальных подтверждений, вероятнее всего произведение было создано по заказу Федериго да Монтефельтро для Урбинской резиденции, а затем было перевезено его дочерью Елизаветой в основанный неподалёку монастырь. Во второй половине XIX века оно попало в Институт искусств из упразднённого монастыря Санта-Кьяра в Урбино.
Относительно авторства картины существуют многочисленные версии. Среди художников назывались имена Пьеро делла Франчески (чаще всего), Доменико Гирландайо, Мелоццо да Форли и других, менее известных мастеров. Некоторыми исследователями, исходившими из того, что только архитектор мог создать произведение столь идеальное в отношении перспективных построений, назывались имена живописцев и архитекторов: Лучано Лаурано, Франческо ди Джорджо, Джулиано да Сангалло и Леона Баттисты Альберти. Соответственно, в зависимости от предполагаемого автора, высказывались предположения о датировке картины.
Картина выставлялась в Государственном музее изобразительных искусств с 7 февраля по 20 мая 2005 года в рамках выставки «Россия—Италия. Italia — Russia. Сквозь века. От Джотто до Малевича».
В сцене из триллера 1995 года «Двенадцать обезьян» персонаж Брюса Уиллиса смотрит на «Идеальный город» в Художественном музее Уолтерса.

## Анализ
Идеальный город прославляет ценности хорошо организованного общества, а архитектура выступает метафорой хорошего правительства. Иллюзия пространства достигается с помощью математической системы перспективы, разработанной во Флоренции. Уходящие линии, устанавливающие пространственные отношения, сходятся в центральной точке, расположенной в середине городских ворот.

## Серия картин
Другим вопросом, в котором также нет полной ясности, является вопрос о том, принадлежат ли аналогичные картины из художественного музея Уолтерса и Берлинской картинной галереи тому же автору.
По поводу сюжета всех этих произведений существуют разные версии. Это мог быть проект «идеального города», перспективные изображения построек или театральные декорации.

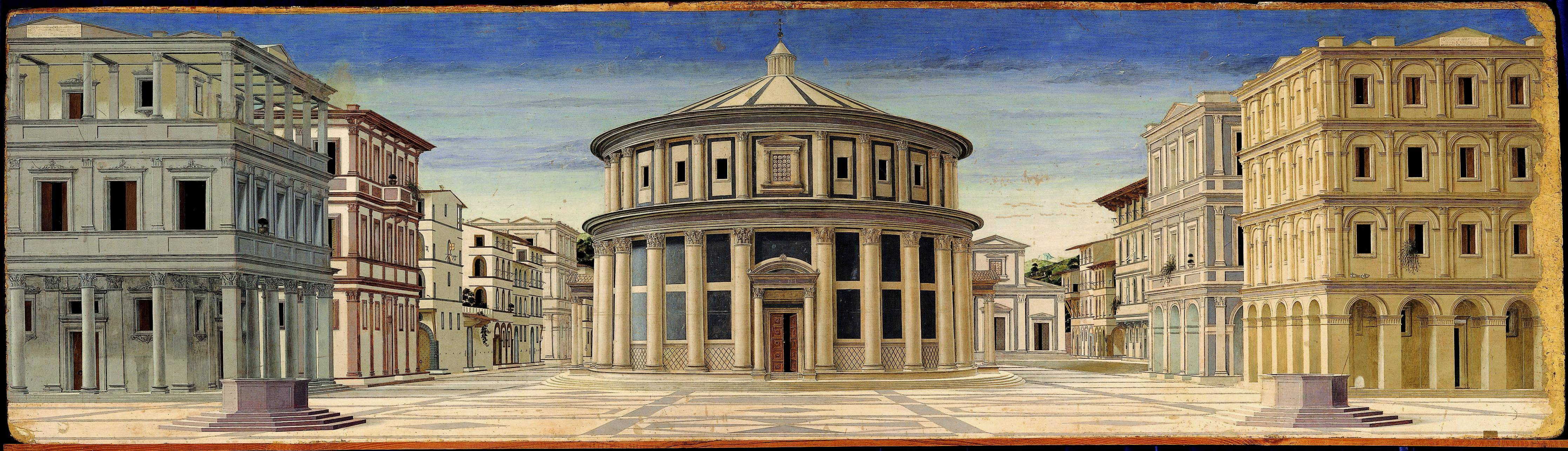
Пьеро делла Франческа (?). Идеальный город. Ок.1480 г. Дерево, темпера, масло. Национальная галерея Марке, Урбино
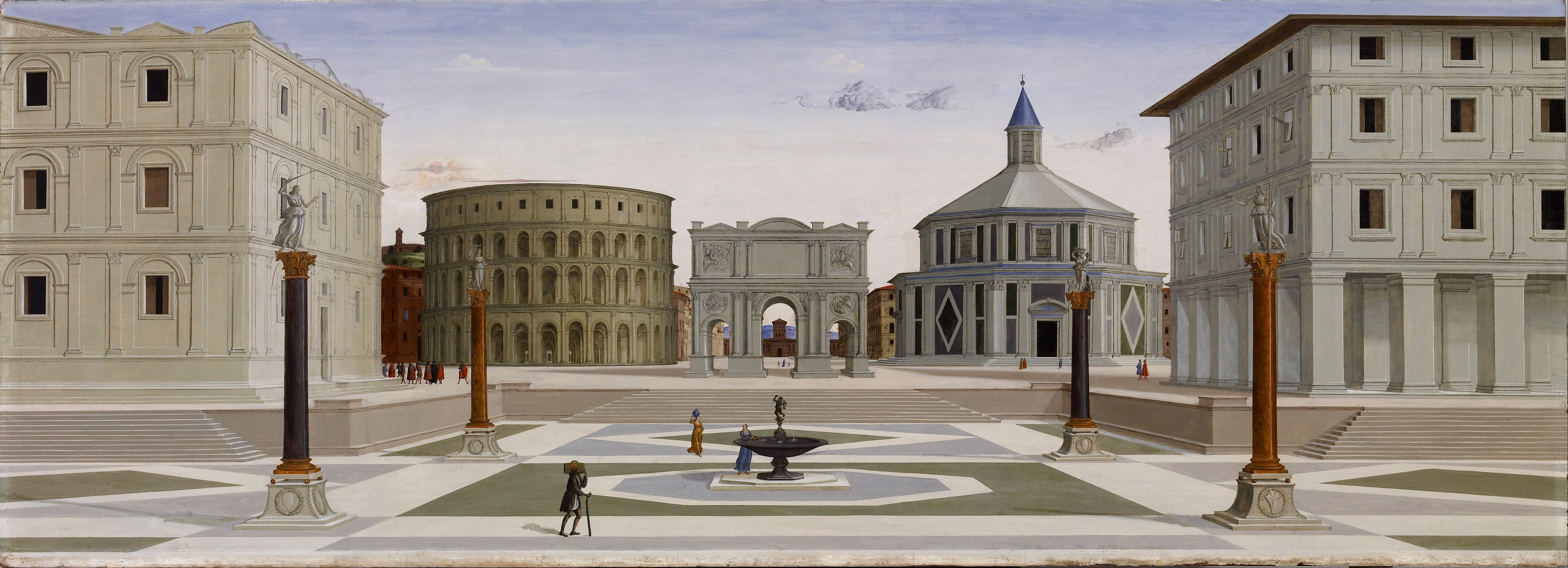
Фра Карневале или Франческо ди Джорджо Мартини. Идеальный город. Ок. 1480. Дерево, темпера, масло. Художественный музей Уолтерса. Балтимор, США
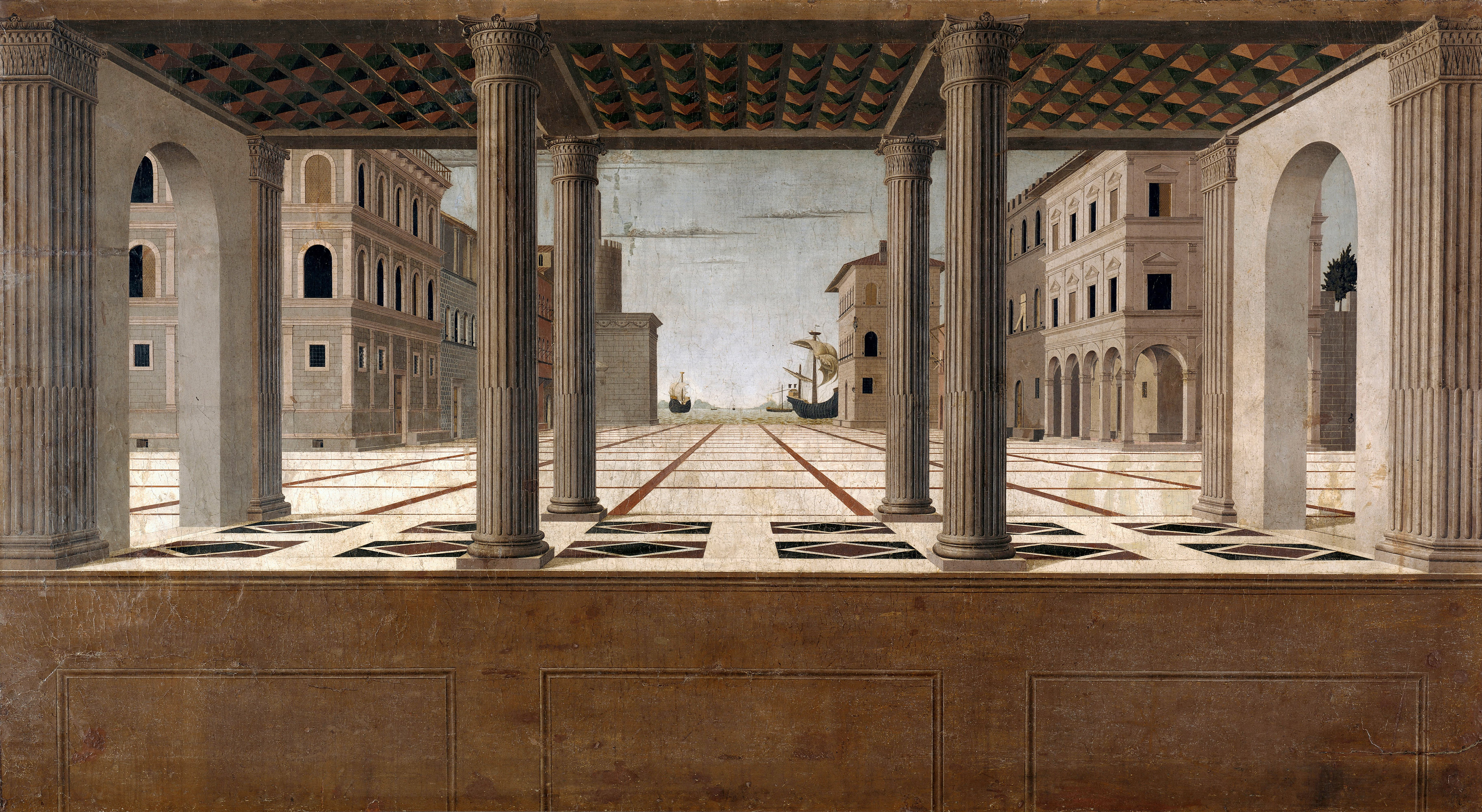
Франческо ди Джорджо (?). Архитектурная ведута. Ок. 1495. Дерево, масло. Берлинская картинная галерея